# Leary Lentz
Leary Lee Lentz (Clarkton, 23 febbraio 1945 – Georgetown, 26 maggio 2024) è stato un cestista statunitense, professionista nella ABA.